# ブラボーカンパニー
ブラボーカンパニー（BRAVO COMPANY）は、日本の劇団である。1990年、成城大学演劇部を母体に旗揚げ。
当初よりコメディ色の強い作品を続々発表。大学内小劇場にて5年間で18本の公演を行う。
1995年より活動を外部へ移す。

## メンバー
- 福田雄一 - 座長。脚本・演出。
- 佐藤正和 - 役者。創立メンバー。
- 山本泰弘 - 役者。創立メンバー。
- 太田恭輔 - 役者。創立メンバー。2021年脱退。
- 金子伸哉 - 役者。1992年加入。
- 鎌倉太郎 - 役者。1992年加入。
- 野村啓介 - 役者。2002年加入。
- 保坂聡 - 役者。2015年加入。

## 公演
- 「天晴チョップ２」（2011年4月、下北沢「劇」小劇場）
- 「明烏」（2011年9月、恵比寿　エコー劇場）
- 「天晴スープレックス６」（2013年5月、下北沢　Geki地下リバティ）
- 「サンダーバードでぶっとばせ！！」（2014年2月、中野　テアトルBONBON）
- 「タイトル未定」（2014年9月、下北沢　小劇場B1）
- 「天晴スープレックス７」（2015年1月、下北沢　小劇場B1）
- 「明烏〜akegarasu〜」（2015年7月、下北沢　駅前劇場）
- 「天晴パラダイス青信号〜ゴールドフィンガー」（2016年4月、下北沢　シアター711）
- 「天晴パラダイス青信号〜サンダーボール大作戦」（2017年7月、下北沢　Geki地下リバティ）

## 出演作品
記載の無いものはメンバー全員出演。

### 映画
- 銀魂2（ 2018年8月17日、ワーナー・ブラザース）
- 銀魂（2017年7月14日、ワーナー・ブラザース）
- 斉木楠雄のΨ難（2017年10月21日、ソニー・ピクチャーズ エンタテインメント）鎌倉が出演。

### テレビドラマ
- 今日から俺は!! - 2018年
- 勇者ヨシヒコと魔王の城 - 第1作。2011年
- 勇者ヨシヒコと悪霊の鍵 - 第2作。2012年
- 勇者ヨシヒコと導かれし七人 - 第3作。2016年